# Eurytides bellerophon
Eurytides bellerophon  este o specie de fluture din familia Papilionidae. Este întâlnită în sud-estul Braziliei (Minas Gerais, São Paulo și din Santa Catarina până în Mato Grosso), Bolivia (Pando și Mapiri) și nordul Argentinei (Misiones).
Larvele au fost observate hrănindu-se cu specia Guatteria nigrescens.